# Chase (Giorgio Moroder)
Chase (altresì noto come The Chase) è un singolo del 1978 del produttore italiano Giorgio Moroder, estratto dalla colonna sonora del film Fuga di mezzanotte, vincitrice dell'Oscar alla migliore colonna sonora nel 1979.
Il brano entrò nella Billboard Hot 100 nel gennaio 1979, raggiungendo la posizione n. 33, mentre nella UK Singles Chart si classificò alla numero 48.

## Descrizione
Il regista del film Alan Parker chiese esplicitamente a Moroder una melodia nello stile di I Feel Love, che l'italiano aveva composto per Donna Summer. Sino a quel momento, però, Moroder non aveva mai composto una colonna sonora: gli arrangiamenti furono quindi scritti da Harold Faltermeyer sotto la guida di Moroder.
La melodia principale della canzone fu suonata su un sintetizzatore Roland SH-2000, mentre le linee di basso furono eseguite su un Minimoog. La traccia presenta un effetto flangiante causato da un pedale MXR Flanger, mentre tra gli altri strumenti utilizzati ci sono un ARP String Ensemble, un Fender Rhodes, un clavinet e un pianoforte.
Nonostante sia considerata una hit disco, Chase è più propriamente definibile quale pioniere del genere hi-NRG, divenuto di tendenza all'inizio degli anni '80.